# Pat Tryon
Patrick „Pat“ Tryon (* 1956  in den Vereinigten Staaten) ist ein kanadischer Badmintonspieler. 

## Karriere
Pat Tryon als US-Amerikaner studierte in den 1970er Jahren an der McGill University und startete seitdem auch für Kanada. 1977 gewann er Gold bei den kanadischen Meisterschaften im Herrendoppel mit Ian Johnson, mit welchem er auch seine weiteren großen Erfolge im Doppel errang. 1977 wurden beide auch Zweite bei der Panamerikameisterschaft und Fünfte bei der Weltmeisterschaft. 1978 verteidigten sie ihren kanadischen Titel. 1980 und 1981 wurde Tryon kanadischer Meister im Herreneinzel.

## Sportliche Erfolge
| Saison | Veranstaltung                 | Disziplin    | Platz | Name                     |
| ------ | ----------------------------- | ------------ | ----- | ------------------------ |
| 1977   | Kanada: Einzelmeisterschaften | Herrendoppel | 1     | Pat Tryon / Ian Johnson  |
| 1977   | Panamerikameisterschaft       | Herrendoppel | 2     | Pat Tryon / Ian Johnson  |
| 1977   | Weltmeisterschaft             | Herrendoppel | 5     | Pat Tryon / Ian Johnson  |
| 1978   | Kanada: Einzelmeisterschaften | Herrendoppel | 1     | Pat Tryon / Ian Johnson  |
| 1980   | Kanada: Einzelmeisterschaften | Herreneinzel | 1     | Pat Tryon                |
| 1981   | Kanada: Einzelmeisterschaften | Herreneinzel | 1     | Pat Tryon                |
| 1982   | Commonwealth Games            | Herrendoppel | 3     | Paul Johnson / Pat Tryon |